# Антоніна Лучинська
Антоні́на Лучи́нська (Лучи́нші; рум. Antonina Lucinschi; 1940  — 2006 ) — перша пані Молдови з 15 січня 1997 до 7 квітня 2001 за президента Петра Лучинського, колишня шкільна вчителька.

## Життєпис
Народилася 1940 року в СРСР в родині російського походження. З Лучинським зустрілася на концерті у Большому театрі. Одружилася в січні 1965 року, коли його відрядили з радянського війська. Народила двох синів: Сергія і Кирила. У 70-х навчалась у Державному педагогічному університеті імени Йона Крянґе та Московському педагогічному державному університеті.
На посаді першої леді Лучинська засновувала благодійні організації, зокрема «Бріндуселе Сперантей» (рум. Brindusele Sperantei), Форум жіночих організацій Молдови та Філантропічний клуб любителів класичної музики. Також за сприяння Лучинської 2000 року засновано Асоціацію проти домашнього насильства «Будинок Маріоари» (рум. Casa Mărioarei).
Лучинська померла 2005 року після хвороби, похована на Центральному цвинтарі Кишинева. Нині на її честь щороку проводиться національне музичне змагання.